# EB/Streymur

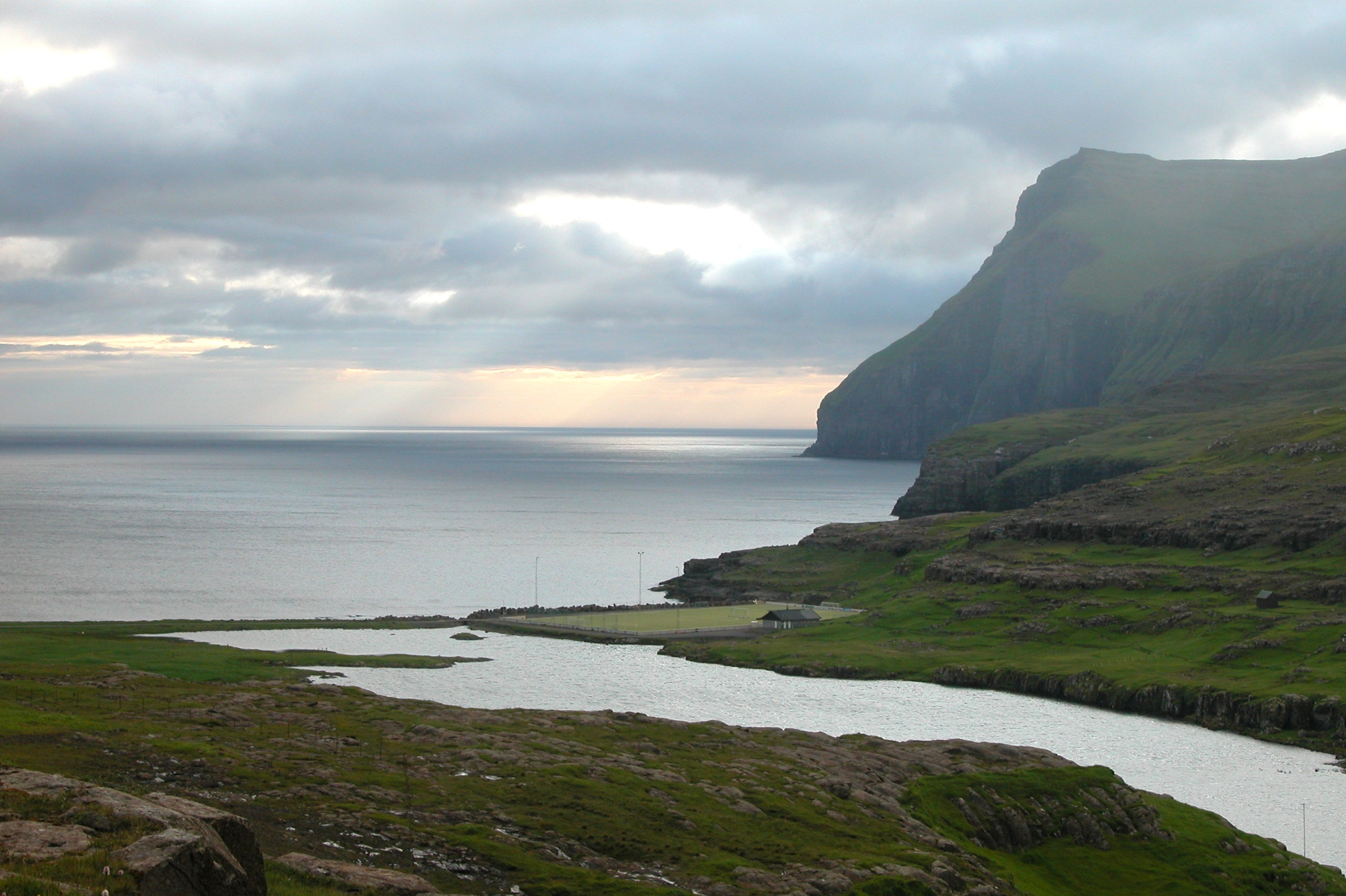
Der ehemalige Fußballplatz von Eiði heißt á Mølini und liegt ganz im Norden der Färöer hin zum offenen Nordatlantik.

EB/Streymur, ein Zusammenschluss von EB Eiði und dem Nachbarverein ÍF Streymur,  ist ein färöischer Fußballclub mit Sitz in Eiði auf der Insel Eysturoy. Der Verein gewann 2007, 2008, 2010 und 2011 den färöischen Pokal sowie 2008 und 2012 die färöische Meisterschaft.

## Geschichte
1992 belegte EB Eiði als Aufsteiger den letzten Platz in der zweiten Liga, ÍF Streymur spielte hingegen nur drittklassig. Um im Ligafußball stärker aufgestellt zu sein, erfolgte am 23. Januar 1993 die Vereinigung zum Verein EB/Streymur. In der ersten Saison gelang als Zweitplatzierter der zweiten Liga prompt der Aufstieg, womit der neue Verein 1994 zum ersten Mail in der 1. Deild (heute Betrideildin) spielte. Die Mannschaft stieg jedoch sofort wieder in die zweite Liga ab. 1996 wurde der neue Grasplatz á Mølini in Betrieb genommen. Wegen seiner landschaftlichen Lage wurde er zum schönsten Fußballplatz des Königreichs Dänemark gewählt. 2001 erfolgte der erneute Aufstieg in die höchste Spielklasse, in der EB/Streymur mittlerweile eine feste Größe geworden ist. Nachdem 2006 und 2007 jeweils ein zweiter Platz erreicht wurde, konnte 2008 der erste Meistertitel gefeiert werden, zudem gelang im selben Jahr mit dem Pokalsieg das Double, nachdem im Jahr zuvor bereits der erste Sieg im Pokalwettbewerb erreicht werden konnte. Weitere Pokalsiege folgten 2010 und 2011, was in diesem Wettbewerb vier Titel in den letzten fünf Jahren bedeutete. In der Saison 2012 holte der Klub den zweiten Meisterschaftstitel und scheiterte erst im Pokalfinale. Nach dem Abstieg im Jahr 2015 gelang als Erstplatzierter der sofortige Wiederaufstieg.
2005 spielte EB/Streymur mit 16 Mannschaften in der färöischen Landesliga. Da Mølin nicht mehr den UEFA-Standards entspricht, spielt EB/Streymur seit 2007 in Streymnes.

## Trainer
- Hans Jákup Andreasen (1993)[2]
- Páll Guðlaugsson (1994)
- Bergur Magnussen (1994)
- Rasmus Joensen (1996)
- Harry Benjaminsen (1997)
- Bergur Magnussen (2001)
- Trygvi Mortensen (2002)
- Piotr Krakowski (2003–2007)
- Sigfríður Clementsen (2008–2009)
- Heðin Askham (2009–2012)
- Rúni Nolsøe (2013–2014)
- Eliesar Olsen (2015)
- Olgar Danielsen (2016)
- Heðin Askham (2017–2018)
- Jákup Martin Joensen (2019–2022)
- Sigfríður Clementsen (2023–)

## Bekannte Spieler

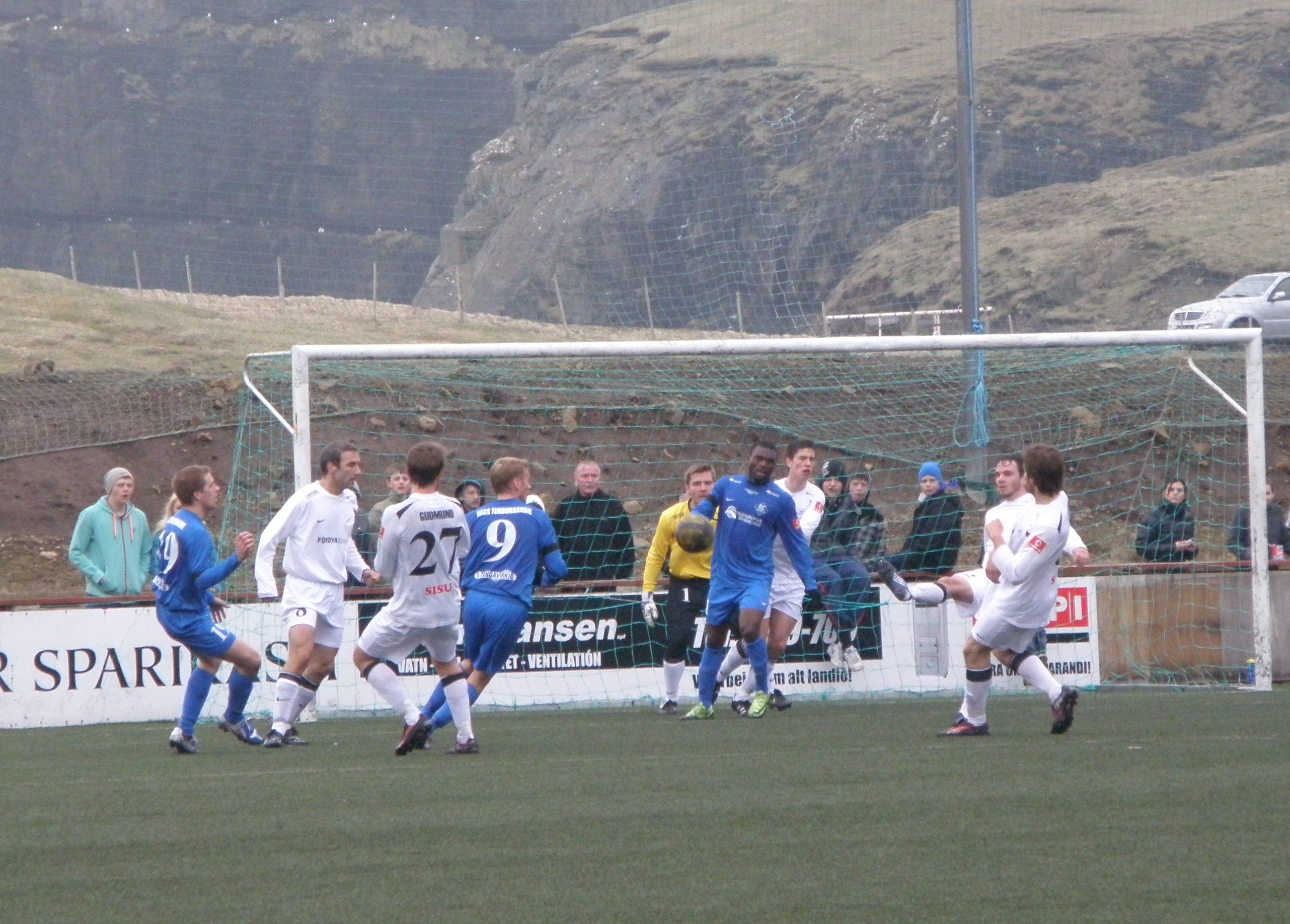
EB/Streymur (weiß) im Spiel gegen FC Suðuroy (blau) 2010.

Aufgelistet sind alle Spieler, die mindestens zehn Spiele für die Nationalmannschaft absolviert haben.
- Egil á Bø (1993–1994, 2003, 2005–2016)
- Jónhard Frederiksberg (2012)
- Arnbjørn Hansen (2003–2014, 2017–)
- Pól Jóhannus Justinussen (2014)
- Jónas Þór Næs (2014)
- Mikkjal Thomassen (2008)
- Daniel Udsen (2010–2011)

Rekordspieler der ersten Liga ist Hans Pauli Samuelsen mit 344 Spielen. Arnbjørn Hansen erzielte mit 149 die meisten Tore in der Betrideildin (Stand: Ende 2023).

## Erfolge

### Titel
- 2× Färöischer Meister: 2008, 2012
- 4× Färöischer Pokalsieger: 2007, 2008, 2010, 2011
- 3× Färöischer Supercup-Sieger: 2011, 2012, 2013

### Ligarekorde
- Höchster Heimsieg: 8:0 gegen B71 Sandoy (1. August 2010)
- Höchste Heimniederlage: 0:8 gegen NSÍ Runavík (25. Mai 2015)
- Höchster Auswärtssieg: 7:1 gegen 07 Vestur (27. Mai 2011)
- Höchste Auswärtsniederlage: 0:9 gegen GÍ Gøta (3. September 1994)
- Torreichstes Spiel: KÍ Klaksvík gegen EB/Streymur 8:2 (7. August 1994), EB/Streymur gegen B68 Toftir 8:2 (3. Juli 2006), HB Tórshavn gegen EB/Streymur 6:4 (2. Juni 2019)
- Ewige Tabelle: 9. Platz

## Europapokalbilanz
| Saison  | Wettbewerb            | Runde                  | Gegner            | Gesamt    | Hin      | Rück    |
| ------- | --------------------- | ---------------------- | ----------------- | --------- | -------- | ------- |
| 2007/08 | UEFA-Pokal            | 1. Qualifikationsrunde | MyPa Anjalankoski | 1:2       | 0:1 (A)  | 1:1 (H) |
| 2008/09 | UEFA-Pokal            | 1. Qualifikationsrunde | Manchester City   | 0:4       | 00:2 (H) | 0:2 (A) |
| 2009/10 | UEFA Champions League | 2. Qualifikationsrunde | APOEL Nikosia     | 0:5       | 0:2 (H)  | 0:3 (H) |
| 2010/11 | UEFA Europa League    | 1. Qualifikationsrunde | Kalmar FF         | 0:4       | 0:1 (A)  | 0:3 (H) |
| 2011/12 | UEFA Europa League    | 2. Qualifikationsrunde | FK Qarabağ Ağdam  | (a)1:1(a) | 1:1 (H)  | 0:0 (A) |
| 2012/13 | UEFA Europa League    | 1. Qualifikationsrunde | Gandsassar Kapan  | (a)3:3(a) | 3:1 (H)  | 0:2 (A) |
| 2013/14 | UEFA Champions League | 1. Qualifikationsrunde | FC Lusitanos      | 7:3       | 2:2 (A)  | 5:1 (H) |
| 2013/14 | UEFA Champions League | 2. Qualifikationsrunde | Dinamo Tiflis     | 2:9       | 1:6 (A)  | 1:3 (H) |

Legende: (H) – Heimspiel, (A) – Auswärtsspiel, (N) – neutraler Platz, (a) – Auswärtstorregel, (i. E.) – im Elfmeterschießen, (n. V.) – nach Verlängerung
| Wettbewerb                 | Sp. | G | U | V  | T+ | T– |
| -------------------------- | --- | - | - | -- | -- | -- |
| Champions League           | 6   | 1 | 1 | 5  | 9  | 17 |
| UEFA-Pokal / Europa League | 10  | 1 | 3 | 6  | 5  | 14 |
| Total                      | 16  | 2 | 4 | 10 | 14 | 31 |

Rekordtorschütze im Europapokal ist Levi Hanssen mit sechs Treffern.

## Frauenfußball
Nachdem der Vorgängerverein EB Eiði von 1985 bis zu ihrem Rückzug 1999 15 Jahre ununterbrochen in der höchsten Spielklasse verweilte, spielte das Frauenteam von EB/Streymur erstmals 2000 in der 1. Deild und belegte stets einen der hinteren Plätze. 2004 stand die Mannschaft im Pokalfinale, verlor jedoch mit 0:15 gegen KÍ Klaksvík. 2007 folgte als Letztplatzierter der Abstieg aus der ersten Liga, EB/Streymur kehrte aber nach nur einem Jahr Pause als Erstplatzierter der zweiten Liga wieder zurück. 2010 zog sich EB/Streymur als Vorletzter freiwillig zurück. Nach einem dritten Platz in der zweiten Liga 2011 folgte dank der Aufstockung der ersten Liga auf zehn Mannschaften abermals die Rückkehr in die oberste Spielklasse. Zur Saison 2013 schloss sich der Verein mit Skála ÍF als EB/Streymur/Skála zusammen.

### Bekannte Spielerinnen
Aufgelistet sind alle Spielerinnen, die mindestens zehn Spiele für die Nationalmannschaft absolviert haben.
- Sigrun Kristiansen (2005–2007, 2009–2012)
- Íðunn Magnussen (2009–2012)

### Erfolge

#### Titel
- 1× Pokalfinalist: 2004

#### Ligarekorde
- Erstligateilnahmen: 2000, 2003–2007, 2009, 2010, 2012
- Beste Ligaplatzierung: 4. Platz (2006)
- Höchster Heimsieg: 18:2 gegen FC Suðuroy (6. Mai 2012)
- Höchste Heimniederlage: 0:10 gegen KÍ Klaksvík (10. August 2003)
- Höchster Auswärtssieg: 5:1 gegen FS Vágar (14. September 2003), 5:1 gegen ÍF Fuglafjørður (15. April 2012), 4:0 gegen FS Vágar 2004 (16. Mai 2005)
- Höchste Auswärtsniederlage: 0:12 gegen B36 Tórshavn (7. Mai 2000)
- Torreichstes Spiel: EB/Streymur gegen FC Suðuroy 18:2 (6. Mai 2012)
- Ewige Tabelle: 13. Platz